# Www.Girl
A Www.Girl című dal a dán Toy-Box 2. és egyben utolsó kimásolt kislemeze a Toy Ride című stúdióalbumról, mely 2001-ben jelent meg. A CD kislemezen helyet kapott a Best Friend című dal remixe is.

## Megjelenések
CD Single  Németország Edel Records – ERE 013489-6
1. Www.Girl (Album Version) 3:24 Arranged By – Brandon Kirkham, Keen, Toy-Box, Mastered By – Björn Engelmann, Producer, Mixed By – Honeycut, Words By, Music By – Amber H. Larson, Erika Hill
2. Best Friend (Kaydee Vs. Dj Nme Club Version) 6:48 Remix, Producer, Mixed By – DJ NME, Kaydee, Words By, Music By – Golden Child, Toy-Box

## Slágerlista
| Slágerlista(2001)     | Legjobb helyezés |
| --------------------- | ---------------- |
| Hollandia (Tipparade) | 35               |